# Axtucus
Axtucus war ein antiker römischer Toreut (Metallbildner), der um das Jahr 100 wahrscheinlich in Niedergermanien tätig war.
Axtucus ist heute nur noch aufgrund eines Signaturstempels auf einer Bronzekelle bekannt. Diese wurde in Putensen im Landkreis Harburg bei Grabungen auf einem Gräberfeld gefunden.

## Einzelbelege
1. ↑  Richard Petrovszky: Studien zu römischen Bronzegefäßen mit Meisterstempeln. Leidorf, Buch am Erlbach 1993, S. 211, Nr. A.25.01.

| Personendaten    | Personendaten            |
| ---------------- | ------------------------ |
| NAME             | Axtucus                  |
| KURZBESCHREIBUNG | antiker römischer Toreut |
| GEBURTSDATUM     | 1. Jahrhundert           |
| STERBEDATUM      | 2. Jahrhundert           |